# Svogerslev Brass Band
Svogerslev Brass Band er et brass band, som er en del af Lynghøjskolens Orkesterforening og har eksisteret siden 1973.
Mange af musikerne i Svogerslev Brass Band startede deres musikalske løbebane i Svogerslev og har været del af musiklivet omkring Lynghøjskolen siden 10-års alderen. I de seneste år har orkestret desuden haft stor tilgang af musikere fra øvrige dele af landet.[kilde mangler]
Orkesterets repertoire spænder vidt fra klassisk brass band-, musical- og wienermusik til pop, rock og jazz.
Svogerslev Brass Band er især kendt for sine årlige nytårskoncerter, som hvert år trækker fulde huse. De festlige nytårskoncerter har været på plakaten siden 1992 og underholder over 800 mennesker hvert år.[kilde mangler] Svogerslev Brass Band inviterer hvert år forskellige gæstesolister til at spille med orkesteret. Således har navne som Bobo Moreno, Marie Carmen Koppel, Joachim Knopp, Gert Henning Jensen m.fl. været på plakaten.
Til DM for brass bands stiller Svogerslev Brass Band altid op. Målet er at være blandt de 10 bedste orkestre i Danmark. I 2006 placerede orkesteret sig på en 3. plads i 2. division.